# Mimulicalyx rosulatus
Mimulicalyx rosulatus là một loài thực vật có hoa trong họ Huyền sâm. Loài này được Tsoong mô tả khoa học đầu tiên năm 1979.